# Izsák (település)
Izsák város Bács-Kiskun vármegyében, a Kiskőrösi járásban.

## Fekvése
Bács-Kiskun vármegye északnyugati részén fekszik, Kecskeméttől 30 kilométerre délnyugatra, nagyjából félúton a megyeszékhely és Dunaföldvár között.
A szomszédos települések: kelet felől Ágasegyháza, délkelet felől Orgovány, dél felől Páhi, délnyugat felől Csengőd és Soltszentimre, nyugat felől pedig Fülöpszállás. Északkelet felől a legközelebbi település Fülöpháza, északnyugat felől pedig Szabadszállás, de közigazgatási területe egyikével sem érintkezik, mindkettőtől elválasztja egy pár kilométeres átlagos szélességű, de kelet-nyugati irányban hosszan elnyúló, Fülöpszálláshoz tartozó külterületi sáv.
Lakott területének délnyugati oldalán fekszik a Kiskunsági Nemzeti Park egyik legjelentősebb területe, Közép-Európa legnagyobb édesvízi mocsara, a 2900 hektáros kiterjedésű Kolon-tó.

### Megközelítése
Izsák északi határában halad el a Kecskemétet a Dunántúllal összekapcsoló 52-es főút, így az ország távolabbi részei felől ez a legfontosabb megközelítési útvonala. A település központját a főút azonban elkerüli, azon csak a Kecskemét nyugati határában kiágazó, Ágasegyházát is érintő 5301-es út vezet keresztül, Szabadszállás felől pedig, Kisizsák településrészen át az 5203-as úton érhető el. Kiskőrös-Páhi felől szintén az 5301-es, Orgovány felől pedig az 5302-es úton lehet eljutni a városba, ez utóbbi Kiskunfélegyházával köti össze a Izsákot.
Izsákot a hazai vasútvonalak közül a 152-es számú Fülöpszállás–Kecskemét-vasútvonal érintette, amelynek egy állomása is volt a központ közelében; a vonalon azonban 2007. március 4-én megszűnt a személyszállítás.

## Története
Mai területe – a régészeti leletek tanúsága szerint – már az avar korban is lakott volt. Első írásos említése a tihanyi apátság 1055-ben kelt alapítólevelében maradt ránk, amelyben Culum Aqua néven az apátság birtokrészeként írják le a város nyugati határán fekvő Kolon-tavat. Ekkor a falu neve még Ischasi volt. 1279-ben IV. (Kun) László király a kunoknak kiváltságot adományozó oklevelében birtokként szerepel Isak néven. 1426-ban Izsákegyházaként már mint templomos települést tartják nyilván. Az Izsák elnevezéssel 1474-ben keltezett egyházi feljegyzésekben találkozhatunk először.
Az 1633-34-es török kincstári adólajstromban a kecskeméti járás községei között tartják számon, mindössze négy házzal. A törököt 1660-ban űzik ki a községből.
Leírás a településről a 18. század végén:		
```
"ISÁK: Magyar falu Pest Várm. földes Urai B. Orcziak, lakosai katolikusok, reformátusok, és zsidók, fekszik Kecskeméthez 4, Szabad Szálláshoz 2, Filep Szálláshoz 1, Vadkerthez pedig 3 mértföldnyire, határja 3 nyomásbéli, melly rész szerént homokos, rész szerént pedig székes agyagos, sok folyó homok halmok foglallyák el határjaikat, kétszeres búzát, és rozsot zabot terem, szénája középszerűen van, szőleje elég, erdeje nints, hanem szép nádas, és halas tava, melly Kolontónak neveztetik, spanyol, és más juh, sőt egyéb marha tenyésztetés is nagy gazdasága: gabonájit az előtt Szent Mártonyba hordották a’ Dunán, ’s az ott meg állapodott kereskedőknek hajóikra; piatzok helyben, és Ketskeméten is."
 					
(
Vályi András
: 
Magyar országnak leírása
, 1796–1799)
```

1816-tól Izsák mezőváros, ezt a rangját az 1876-os közigazgatási átszervezéskor veszítette el.
1924-ben épült Izsák ma is látható I. világháborús emlékműve, amely a település 270 hősi halottja és a 108 elesett vagy eltűnt izsáki polgár előtt tiszteleg.
Izsák ma már országszerte a "Sárfehér hazájaként" ismert. Névadója a helyi szőlőfajta, amelyet a hagyomány szerint az 1800-as évek utolsó harmadában egy kadarka táblában szelektált Szélesi József vincellér.
1971-ben kezdődött meg az Izsáki Állami Gazdaságban a habzóbor, majd 1972-ben a pezsgő gyártása. A rendszerváltás után a borászati üzem helyi és környékbeli vállalkozók összefogásával, részvénytársasággá alakult. A Hungasekt Rt 2005-ben eladta ismert termékeinek gyártási jogát a Henkelnek, azóta Cavern Rt. néven működik a gyár.
Izsák legismertebb rendezvényét is nagy becsben tartott szőlőfajtájukról nevezték el. A Sárfehér Napok programsorozata 1936-ban indult útjára. Ma már minden év szeptemberének utolsó hétvégéjén megrendezik a háromnapos fesztivált, amely nemcsak Izsák, hanem a térség kiemelkedő rendezvénye is. Egyre több vendég érkezik a városba ilyenkor az ország különböző részeiről, sőt külföldről is.
A szocializmus időszakában főként a mezőgazdaságban, kisebb mértékben ezek ipari melléküzemágaiban, valamint a szolgáltatásban, kereskedelemben dolgoztak az izsákiak. Az erőszakos téeszesítés miatt sokan keresnek munkát a közeli és távolabbi városokban. Emiatt a '60-as évtizedben jelentősen csökkent a község lakossága. Akik itt maradtak, viszont – jórészt önerős hozzájárulással – igyekeztek mind komfortosabbá, lakhatóbbá tenni a települést. Ezért előbb a vezetékes vízhálózatot, majd a földgázhálózatot és a crossbár telefonhálózatot építették ki. Megkezdődött a kábeltévé hálózat létesítése, és egyre több utca kapott szilárd burkolatot.
Az évről évre fejlődő szépülő Izsák 1971-ben kapott nagyközségi címet. A rendszerváltás utáni másfél évtized átformálta a település gazdaságát és arculatát. A túlnyomórészt parlagként visszakapott földeken ma már kevésbé jelentős a gazdálkodás, szaporodik viszont az ipari és szolgáltató jellegű munkahelyek száma. A település arculata, infrastrukturális ellátottsága is komoly fejlődésnek indul. Ma már a mezőgazdaság mellett vállalkozások sora szolgálja az izsákiak megélhetését. A '90-es évek elején megszépült a Kossuth tér, majd üzletház és posta épül a Szabadság téren. 1994-ben adták át az uniós színvonalú sportcsarnokot, amely nemzetközi mérkőzések megrendezését is lehetővé teszi. Izsák történetének egyik legfontosabb állomása 1997, amikor visszakapta városi rangját.
Ennek megfelelően központi közigazgatási szerepet is vállal: okmányirodát működtet, és a környező települések igazgatásrendészeti feladatait is ellátja. 1998 és 2002 között megvalósul több komoly beruházás, köztük a három települést ellátó szennyvízhálózat és tisztítómű, valamint a regionális hulladéklerakó, felújítják a Szabadság tér régi posta előtti részét, új belterületi- és külterületi utak épülnek. 2005-ben adták át ünnepélyes keretek között a negyven férőhelyes idősek otthonát. Az önkormányzat sokat tesz annak érdekében, hogy vonzó legyen a városkép, de az itt élők is magukénak érzik a települést. Gondozott portáikkal hozzájárulnak annak építéséhez, szépítéséhez.
A város magas színvonalú vendéglátásáról a Vino Étterem, az Arany Sárfehér Étterem gondoskodik a hagyományos magyar konyha specialitásaival. A várostól nem messze tanyai vendéglátóhelyek is várják a vendégeket. Ezek közül a legkedveltebb a Csernák-tanya, a Gondfelejtő Étterem és az El Bronco lovas farm. A város egyik legjelentősebb idegenforgalmi látványossága az 1920-as években épült, s a '80-as évekig működött szeszfőzdében berendezett pálinkamúzeum.
Itt láthatóak a pálinkafőzés muzeális gépei, eszközei, valamint a termeléssel kapcsolatos dokumentumok. A ritkaságnak számító gyűjteményben megtalálhatóak múltszázadban palackozott italok, és a jelenlegi tulajdonos, az Ecker likőrgyár mai minőségi termékei is. Utóbbiakat meg is vásárolhatják a látogatók. A gyűjtemény minden évben április 1-jétől október 31-ig, naponta 10-18 óráig várja a vendégeket.
A Pálinkamúzeummal egy udvarban található a Kovács Gyula Helytörténeti Múzeum. Kovács Gyula tanár és iskolaigazgató-helyettes volt Izsákon, aki az 1800-as évek végéből az 1900-as évek elejéből származó tárgyi emlékeket gyűjtötte össze. Gyűjteményének gerincét a szőlőművelés, a népi mesterségek, a mezőgazdasági termelés eszközei, az egyházközösség régi tárgyai, egykori iratok, valamint a helyi oktatási, kulturális élet emlékei adják. A várostörténeti múzeumban külön szobarészlet idézi fel Táncsics Mihály izsáki tanítói működésének éveit.
Az izsákiak kedvenc madarukat, a város környékén szép számmal fészkelő gólyát választották címerállatukká.

## Közélete

### Polgármesterei
| Időszak   | Név             | Jelölő szervezet          |
| --------- | --------------- | ------------------------- |
| 1990–1994 | K. Szabó József | FKgP-MDF                  |
| 1994–1998 | K. Szabó József | független                 |
| 1998–2002 | Mondok József   | független                 |
| 2002–2006 | Mondok József   | független                 |
| 2006–2010 | Mondok József   | független                 |
| 2010–2014 | Mondok József   | független                 |
| 2014–2019 | Mondok József   | Fidesz-KDNP               |
| 2019–2020 | Kutas Tibor     | független                 |
| 2020–2020 | Mondok József   | Fidesz-KDNP               |
| 2022–2024 | Dr. Bozóky Imre | Fidesz-KDNP-Nemzeti Fórum |
| 2024–     | Lakatos Tamás   | Fidesz-KDNP-Nemzeti Fórum |

A településen 2020. szeptember 20-án időközi polgármester-választást kellett tartani, mert az előző polgármester 2020. június 18-án, konkrét indoklás nélkül lemondott. 2020. június 18-tól a választás napjáig, ügyvivő polgármesterként Végh Tamás alpolgármester irányította a várost.
2022. június 26-ára ismét időközi választást kellett kiírni a településen, mert Mondok József 2020 utolsó napjára virradó éjszaka elhunyt. 2021. január 1-től az időközi választás napjáig ügyvivő polgármesterként dr. Bozóky Imre alpolgármester látta el a polgármesteri feladatokat. (A két időpont között eltelt, szokatlanul nagy időtávot a koronavírus-járvány miatt elrendelt korlátozások indokolták, mivel a járványhelyzet fennállása alatt nem lehetett új választást kitűzni Magyarországon.)

## Népesség
A település népességének változása:
| Lakosok száma | 5710 | 5655 | 5567 | 5405 | 5616 | 5552 | 5488 |
|               | 2013 | 2014 | 2018 | 2021 | 2022 | 2023 | 2024 |

### Népcsoportok
2011-ben a város lakosságának 97,9%-a magyar, 2,1%-a egyéb (83 fő cigány, 17 román, 14 német, 4 örmény) nemzetiségűnek vallotta magát.
2022-ben a lakosság 90,3%-a vallotta magát magyarnak, 1,1% cigánynak, 0,6% németnek, 0,6% románnak, 0,2% szerbnek, 0,1% lengyelnek, 1,8% egyéb, nem hazai nemzetiségűnek (9,6% nem nyilatkozott; a kettős identitások miatt a végösszeg nagyobb lehet 100%-nál). Vallásuk szerint 37,1% volt római katolikus, 13,3% református, 0,6% evangélikus, 0,2% görög katolikus, 0,1% ortodox, 1,2% egyéb keresztény, 1,6% egyéb katolikus, 7,7% felekezeten kívüli (38% nem válaszolt).

## Nevezetességei
- A református templom az 1700-as években épült, barokk stílusú.
- A katolikus Szent Mihály-templom, kertjében műemlék Pietà-szobor
- Városháza
- Első és második világháborús emlékmű
- 1956-os emlékmű
- 1848–49-es emlékmű
- Pálinka- és Helytörténeti Múzeum
- Táncsics Mihály 1820–22 között Izsákon tanított. Ennek emlékére áll mellszobra az iskola előtt (Páli Lajos – 1974).
- Harangjáték
- Szökőkút
- Morgó kút

### Kolon-tó
A város nyugati oldalán fekszik a Kiskunsági Nemzeti Park egyik legjelentősebb területe, Közép-Európa legnagyobb édesvízi mocsara, a 2900 hektáros Kolon-tó. A területen védett növényritkaságok, köztük kilenc orchidea faj honos. Gyakori itt a vitéz kosbor, a hússzínű ujjaskosbor, a mocsári kosbor, az agárkosbor, illetve a pókbangó. Jellemző védett faj a szibériai és a korcs nőszirom, valamint az epergyöngyike és a gyapjas csűdfű.

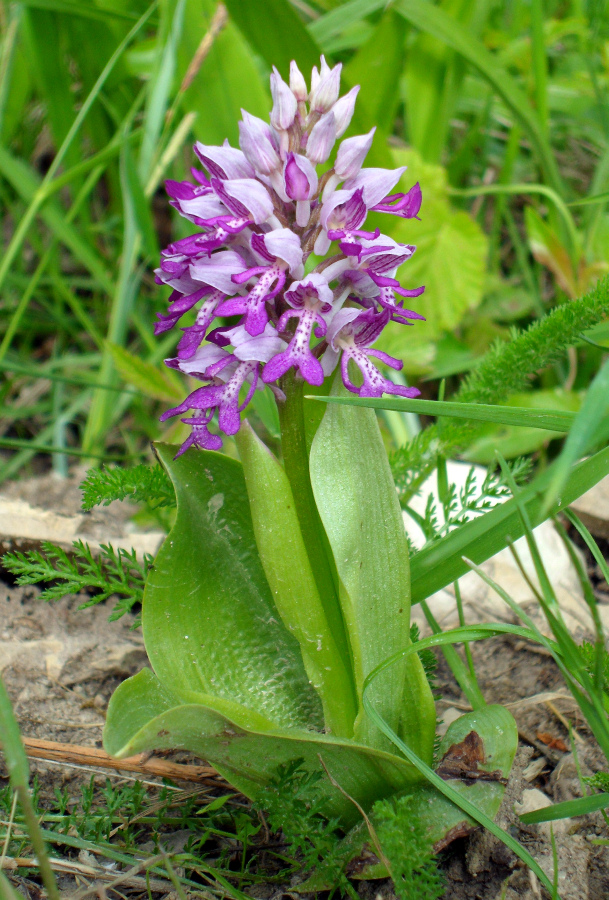
Vitéz kosbor

Az itt-ott fennmaradt tölgy-kőris-szil ligeterdők, a Duna-Tisza közére egykor jellemző tájképet idézik. A nádas partszakasz lehetőséget nyújt a tó rendkívül gazdag élővilágának megfigyelésére. A Nemzeti Park a Magyar Madártani Egyesülettel közösen madármegfigyelő táborokat, madárgyűrűzést és szakértők vezette madármegfigyelő túrákat szervez. A tavon nyílt vízfelületet gyakorlatilag nem található, főként nádas és mocsár borítja a területet. A víz átlagos mélysége 60–80 cm. A mocsaras jellegnek megfelelően gazdag hínárvegetáció jellemző, melynek főbb fajai az érdes tócsagaz, az úszó békaszőlő, a tündérrózsa és a keresztes békalencse.
A tó hatalmas nádasai gazdag madárvilágnak adnak otthont. A hazánkban előforduló valamennyi gémfaj és a kanalasgém rendszeresen költ itt. Mellettük otthonra talált a nádirigó, a nádi tücsökmadár, a nyári lúd, a bölömbika, a cigányréce, az egerészölyv, a hamvas rétihéja és még számos más madárfaj. Az emlősöket többek között az erdei cickány, a törpe egér, a vidra, a róka és a menyét képviseli. A halak közül a réti csík és a lápi póc a jellemző. A kétéltűekből gyakran látható a pettyes és a tarajos gőte, valamint a különböző békák. A hüllők közül a mocsári teknős és a vízisikló a jellemző.
A Kolon-tó növény- és állatvilága Európában is ritkaságnak számít, ezért a térség szigorúan védett terület, csak kísérővel látogatható. A tóvidéket telepített erdők és művelt földek övezik. A nyugati oldalon emelkedik egy 126 méter magas homokbucka, a Bikatorok.
Izsák környékén az édesvizű mocsárnak köszönhetően szép számmal fészkelnek gólyák, amelyeket az izsákiak kedvenc madarukként tisztelnek. Ezért is választották címerállatukká.

### A Sárfehér szőlő
Izsák ma már országszerte a "Sárfehér hazájaként" ismert. Névadója a helyi szőlőfajta, amelyet a hagyomány szerint az 1800-as évek utolsó harmadában egy kadarka táblában szelektált Szélesi József vincellér. Ez a fajta kiváló termőtalajra talált az izsáki homokon, így virágzó szőlőtáblák alakultak ki a település környékén, tisztes megélhetést nyújtva a helybelieknek. A Sárfehér – amely egyes feltételezések szerint a Fehér kadarka változata – komoly hírnevet szerzett az itt élőknek, és ez lett a helyi pezsgőgyártás alapja is. Nevét a találékony izsákiak a szőlő két tulajdonságának összekapcsolásából alkották: fehér és nagy fürtű, azaz nehéz, mint a sár, vagyis Sárfehér. Az Izsáki Sárfehér hosszú ideig ismert volt csemegeszőlőként is, és hamar rájöttek arra is, hogy az egyik legjobb pezsgőalapot is ez adja.
A Sárfehért egyes szakemberek megpróbálták időnként korszerűtlen fajtaként megbélyegezni, ám az izsákiak kitartottak mellette. Ma már rangos borversenyeken elért eredmények sora bizonyítja igazukat. 1999. december 13-án az EU-elvárásoknak megfelelően a fajta neve  Arany sárfehér lett, elhagyva az EU-ban nem engedélyezett település-megjelölést. Izsák legismertebb rendezvényét is nagy becsben tartott szőlőfajtájukról nevezték el. A Sárfehér Napok programsorozata 1936-ban indult útjára.

### Sárfehér Napok
Izsák legismertebb rendezvényét nagy becsben tartott szőlőfajtájukról nevezték el. Az Izsáki Sárfehér Napok programsorozata 1936-ban indult útjára. Megrendezésének egyik oka volt, hogy a Kolon-tó 1927. évi lecsapolása után a község jelentős jövedelmektől estek el (nádaratás, halászat stb.) és az Izsáki Gazdakör sárfehér szőlő népszerűsítésében látta meg a gazdasági lehetőséget. A háromnapos fesztivált 1936. szeptember 26-án Darányi Kálmán földművelési miniszter (két héttel később miniszterelnök) nyitotta meg, mely akkor még csak mezőgazdasági és ipari kiállítás volt.
Ma már minden év szeptemberének utolsó hétvégéjén megrendezik a háromnapos fesztivált, amely nemcsak Izsák, hanem a térség kiemelkedő rendezvénye is. Egyre több vendég érkezik a városba ilyenkor az ország különböző részeiről, sőt külföldről is.
A gazdag program kiállításain képzőművészeti, mezőgazdasági, kisipari és kézműves alkotásokat tárnak az érdeklődők elé, szakmai tanácskozásokat tartanak, valamint sport- és kulturális bemutatók, komoly- és könnyűzenei hangversenyek várják az érdeklődőket. A hagyományokhoz híven minden évben szüreti felvonulás és bál is színesíti a rendezvény kínálatát. Több, mint egy évtizede fogathajtó versennyel bővült a program, amelynek keretében országos egyes-, kettes- és négyesfogathajtó-bajnokságon mérkőznek a sportág legjobbjai. Általában az izsáki verseny a fogathajtók éves idényzáró bajnokavatója is. Ma már a pónis szakág is itt rendezi bajnokságát.

## Híres izsákiak
Az izsákiak a város számos jeles személyiségéről őriznek emlékeket.
- Itt született Mátyási József költő 1755-ben.
- Táncsics Mihály 1822-24-ig a katolikus iskolában tanított. Itteni működése alatt vezette be az egységes olvasókönyvet. Ő volt Zémán János kántortanító segédtanítója, és életének legszebb időszakaként emlékszik az itt eltöltött évekre. Tiszteletére emléktáblát helyeztek el a katolikus templom kertjében található egykori iskola falán.
- 1821-ben itt született Bankos Károly jogász, bíró, Petőfi Sándor barátja
- Itt született Fischer Enoch (1826 – 1896)[25] dunaföldvári, később makói főrabbi.
- 1832-ben Izsákon született Ádám Gerzson irodalomtörténész, 1848-as nemzetőr,
- 1836-ban Szily Kálmán természettudós
- 1840-ben Madarassy László író, Amerika-kutató.
- Itt született 1926-ban Keserű János agrármérnök, politikus
- Izsákon nevelkedett Rácz Sándor magyar politikus, az 1956-os forradalmi munkásmegmozdulások egyik vezéralakja
- Itt született 1956-ban Mondok József polgármester.

## Kultúra és sport
Izsákon négy művészeti csoport működik. Rendszeresen fellép a város ünnepségein a felnőttekből állói Vegyeskar, a Városi Mazsorett Csoport, a Színjátszó Csoport és a Sárfehér Néptánc Együttes. Valamennyi csoport hazai és külföldi vendégszerepléseken is öregbíti a város hírnevét. Kimagasló zenei- és művészetoktatási munka folyik az általános iskolában, és fontos szerepe van a város kulturális életében az Ezüstgólya Nyugdíjas Klubnak is. A város közművelődési intézménye, a Táncsics Mihály Művelődési Ház. Tizenöt éve az Izsáki Hírek és az Izsáki Televízió szolgálja az itt élők naprakész tájékoztatását, beszámolva a helybeliek mindennapjairól, a város életének fontos eseményeiről.
A sport- és szabadidős tevékenységre korszerű sportcsarnok, nemzetközi színvonalú fogathajtó pálya, valamint labdarúgó pálya kínál lehetőséget. A helyi sportélet meghatározó klubja a Sárfehér Sportegyesület, amelynek labdarúgói évről évre a megyei bajnokság élvonalában szerepelnek. Szintén ez az egyesület patronálja az izsáki színekben versenyző fogathajtókat. Ebben a sportágban évente kétszer, májusban és szeptemberben rendeznek területi, illetve országos bajnokságokat Izsákon.
Jelentős eredményeket érnek el a Diáksportkör röplabdásai és tornászai is. Mindemellett sportrepülő egyesület is működik a városban.

## Hitélet
A református gyülekezet 1747-ig a falu régi körtemplomát használta. Az ellenreformáció idején elvett templom helyett 1747 és 1792 között egy a jelenlegi templom helyén álló sártemplomban tartották az istentiszteleteket. 1792–1794 között Körtvélyesi Imre lelkipásztor vezetésével, a gyülekezet hathatós áldozatvállalásával, Jakabszállás határából hozott mészkőből épült fel a kőtemplom népi barokk stílusban. A 40 méteres templomtorony csak 1806-ban készült el. A toronyban jelenleg három harang van, amelyeket 1839-ben, 1922-ben és 1981-ben öntöttek. 1891–1892-ben jelentős átépítések történtek a templom belső terében, így nyerte el mai formáját. Elkészültek a széles pilléreken nyugvó római keresztboltozatok, és beépítették az öntöttvas lábakon álló karzatot, amelyre egy 1869-ben épült orgona került. A 320 ülőhelyet kínáló templom bútorzata 1995-ben újult meg.
Az izsáki "kerek templom" 1747-től szolgálta a katolikus hívők hitéletét, az 1700-as évek végén azonban már szűknek bizonyult, állaga is megromlott. 1801. szeptember 29-én tették le az új templom alapkövét. Az előző plébános 1500 forintos adománya és a vallásalap 5000 forintos segítsége mellett a nép emelte az épületet, száraz esztendők, ínség és háborús idők közepette. 1807-ben már állt a klasszicista stílusú Szent Mihály-templom. Ettől kezdve miséznek benne, majd 1811-ben kapta meg az épület az oltárképeket és az orgonát, a márványkő padlózatot pedig 1816-ban készítették el. A földrengés által megrongálódott tornyot 1896-ban építették újjá. Az egyházközség nyertes SAPARD pályázatának köszönhetően, az érsekség által kölcsönzött önerővel 2005 tavaszán kezdődhetett meg a templom teljes körű külső és belső felújítása. A templom kertjében látható a szintén műemléknek számító Pietà-szobor, amelynek alkotója ismeretlen.
2004 októberében szentelték fel katolikus, majd református ünnepi szertartás keretében a városhoz tartozó Kisizsákon az ökumenikus Szent Kereszt-kápolnát. A templomnak helyet adó portát több mint három évtizeddel azelőtt vásárolta meg Marosi Izidor, későbbi váci püspök, hogy kápolnát emeljen a kisizsáki hívőknek, álma azonban csak halála után valósulhatott meg. Az alap ugyan elkészült, de az építkezés folytatásához nem találtak forrást az itt élők. A helybéliek alapítványt hoztak létre, de az építéshez szükséges pénzt így sem tudták összegyűjteni. Ezért karolta fel vállalásukat a kecskeméti Porta Egyesület, sokan segítették pénzzel, anyaggal, munkával és imádsággal az építkezést, így épülhetett fel Farkas Gábor Ybl-díjas építész tervei nyomán a remény kápolnája.
Az izsáki izraelita hitközség legalább kétszáz éves, név szerint ismert az 1795 körüli Neufeld Jakab rabbi. Hogy kik alapították és pontosan mikor, nem lehet megállapítani, miután az összes irat – az anyakönyvek kivételével – elpusztult az 1919–20. évi atrocitások alkalmával. A kis hitközségnek van temploma és iskolája (nem működik), de 1920 óta teljesen megszűnt a hitközségi élet. 1920-ban – miként 1848-ban Ettinger Mózes, a község rabbija a rácok elől Nyitrára menekült – a hitközségnek 35 családja menekült el Izsákról. 1926-ban az elmenekültek közül – akiknek még a dédapja is izsáki volt –- néhányan visszatértek, de oly kevesen, hogy rendszeres hitközségi életről azóta szó sem lehetett. A hitközségnek 22 tagja vett részt a világháborúban, s közülük többen hősi halált haltak a különböző harctereken. Az ellenforradalomnak – a rablásokon, iskola- és templomdúláson felül – hárman estek áldozatul (Páncél Zoltán kereskedő, Schmidl Árpád szabó és Beck Sándor kereskedő), akik 1919. november 18-án haltak mártírhalált. Az elenyészően kis lélekszámú hitközségnek jelenleg vezetője sincs. Az izsáki zsidók egy része a közeli városokban telepedett meg.

## Testvérvárosa
Strullendorf (Németország)
Izsák 1995-ben kötött testvérvárosi szerződést Strullendorf községgel. Azóta a bajorországi település polgárai és az izsákiak között őszinte barátság alakult ki, amely tovább mélyül a rendszeres, kiváló hangulatú találkozók alkalmával. Nem csak a felnőttek ápolják a jó viszonyt. A két település iskolásai táborokban ismerkednek egymással és a testvérváros kultúrájával. Élő a kapcsolat az izsáki és a strullendorfi művészeti együttesek között is, amelyek sok szép és látványos programmal szórakoztatták a települések polgárait a Sárfehér Napok, illetve a strullendorfi Templom Ünnep alkalmából rendezett találkozóikon. A 2005-ös Sárfehér Napokon avatták fel a városháza előtt németországi barátaiktól kapott harangjátékot.

## Képgaléria

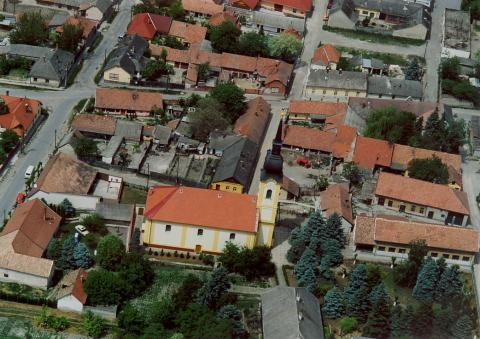
Református templom
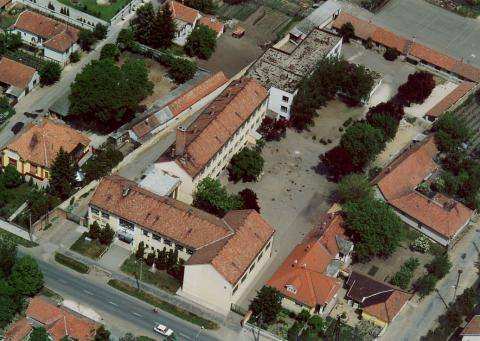
A régi iskola épülete
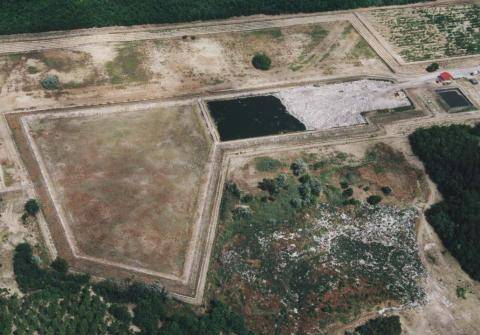
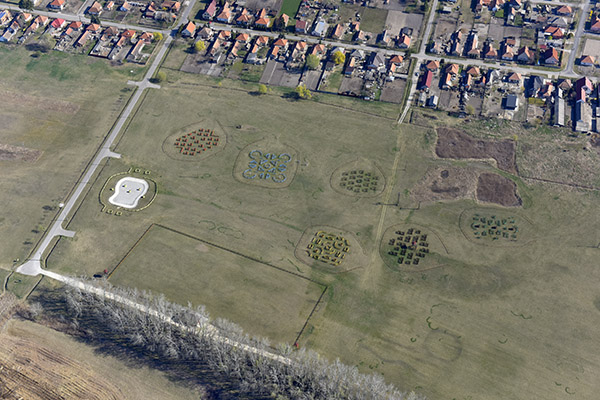
Fogathajtó pálya a magasból
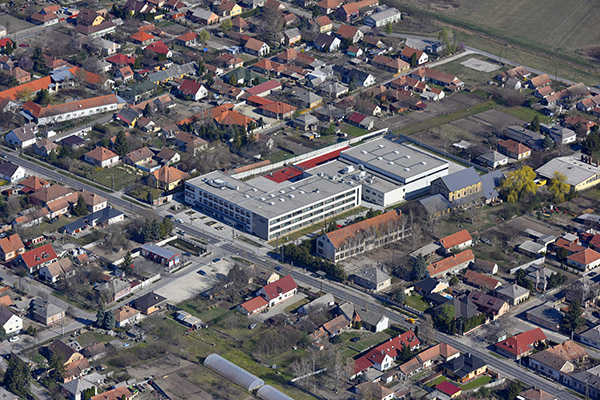
Táncsics Mihály általános iskola légi fotón
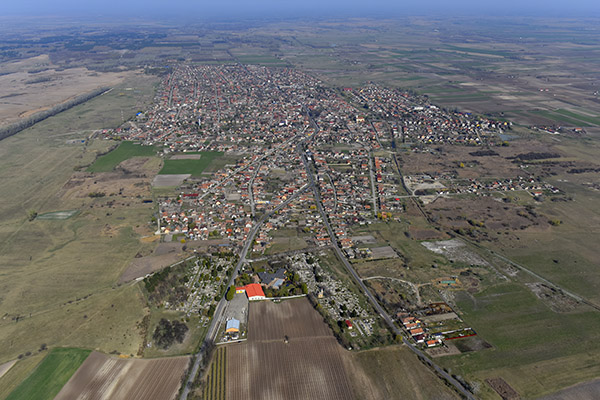
Izsák látképe madártávlatból

## Külső hivatkozások
- Hivatalos honlap